# Croton malambo
Espèce
Croton malambo est une espèce de plantes à fleurs du genre Croton et de la famille Euphorbiaceae présente du nord de la Colombie au Venezuela.
Il a pour synonyme :
- Oxydectes malambo, (H.Karst.) Kuntze